# Ulrich Schnur
Ulrich Schnur (* 14. Dezember 1959 in Wadern) ist ein deutscher Politiker (CDU). Von 2019 bis 2022 war er Abgeordneter im Landtag des Saarlandes.

## Leben
Ulrich Schnur absolvierte nach dem Hauptschulabschluss eine Ausbildung zum Werkzeugmechaniker.

## Politik
Ulrich Schnur trat 1988 in die CDU ein, seit 2009 ist er auch Mitglied der Christlich-Demokratischen Arbeitnehmerschaft. Von 2014 bis 2019 hatte er ein Mandat im Ortsrat von Lockweiler inne. Er rückte für den ausgeschiedenen Abgeordneten Alexander Zeyer im November 2019 in den Saarländischen Landtag nach. Bei der Landtagswahl im Saarland 2022 trat er nicht mehr an.